# NASA Astronaut Group 5

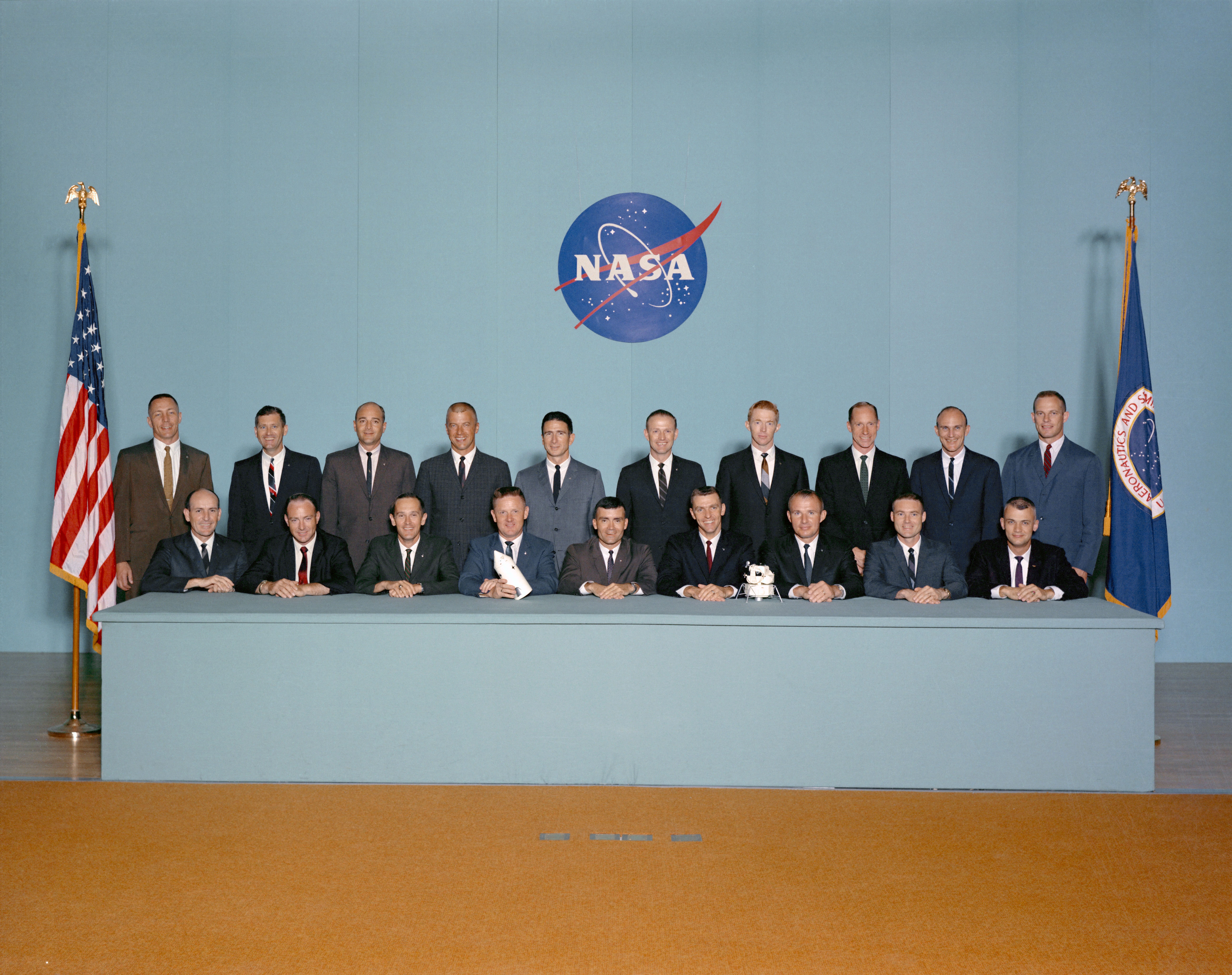
Seduti da sinistra: Edward G. Givens Jr., Edgar D. Mitchell, Charles M. Duke Jr., Don L. Lind, Fred W. Haise Jr., Joseph H. Engle, Vance D. Brand, John S. Bull e Bruce McCandless II.
In piedi da sinistra: John L. Swigert Jr., William R. Pogue, Ronald E. Evans Jr., Paul J. Weitz, James B. Irwin, Gerald P. Carr, Stuart A. Roosa, Alfred M. Worden, T. Kenneth Mattingly II e Jack R. Lousma.

Il NASA Astronaut Group 5 (gli Original 19) è un gruppo di astronauti selezionato dalla NASA nell'aprile del 1966.

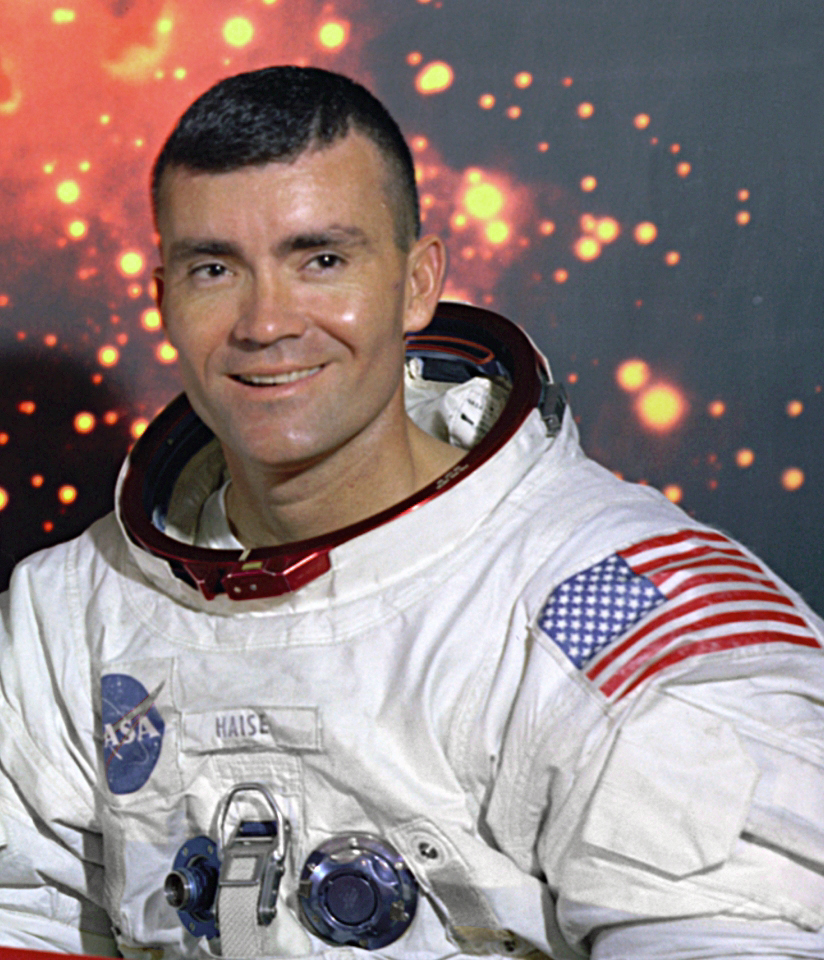
Fred Haise

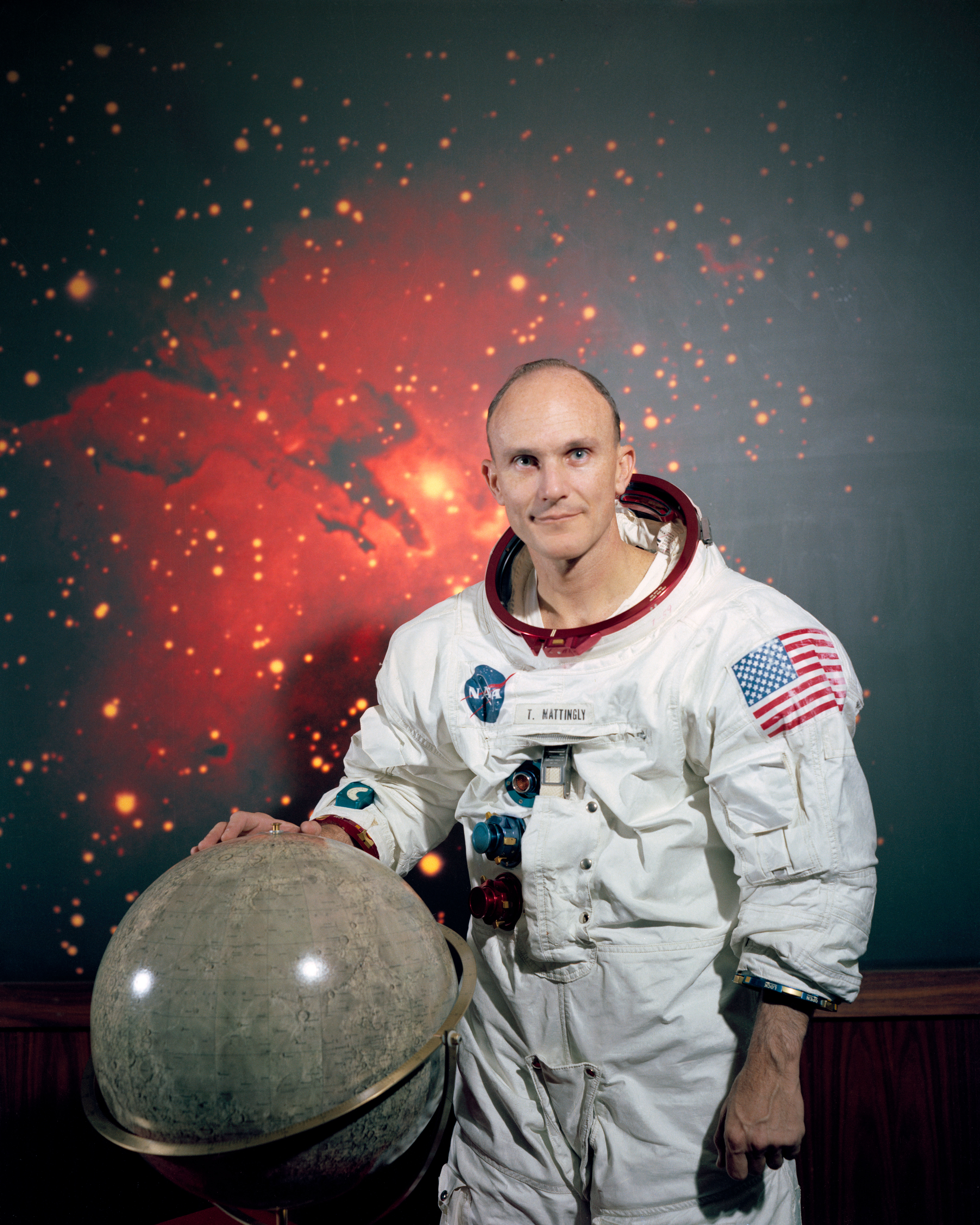
Ken Mattingly

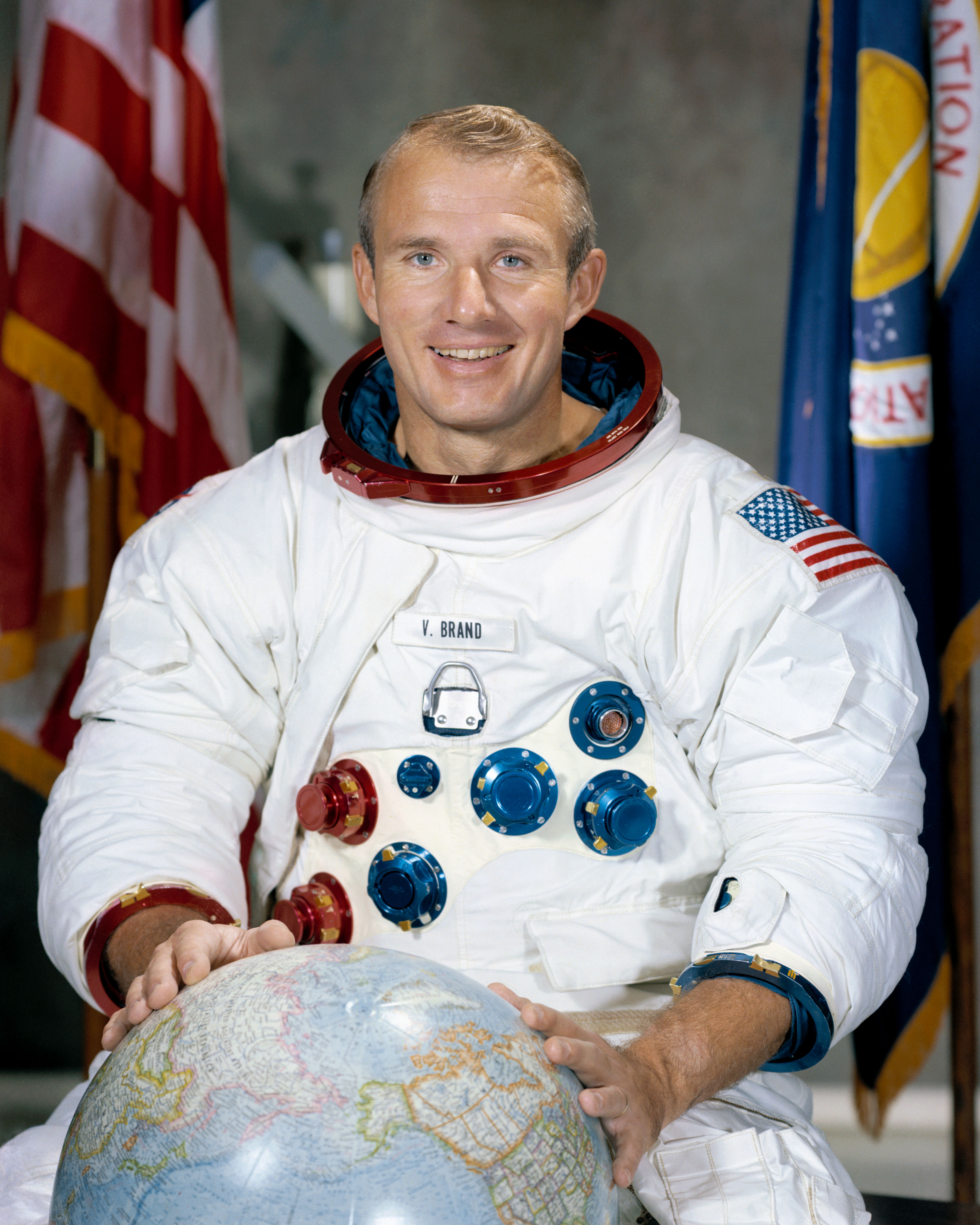
Vance Brand

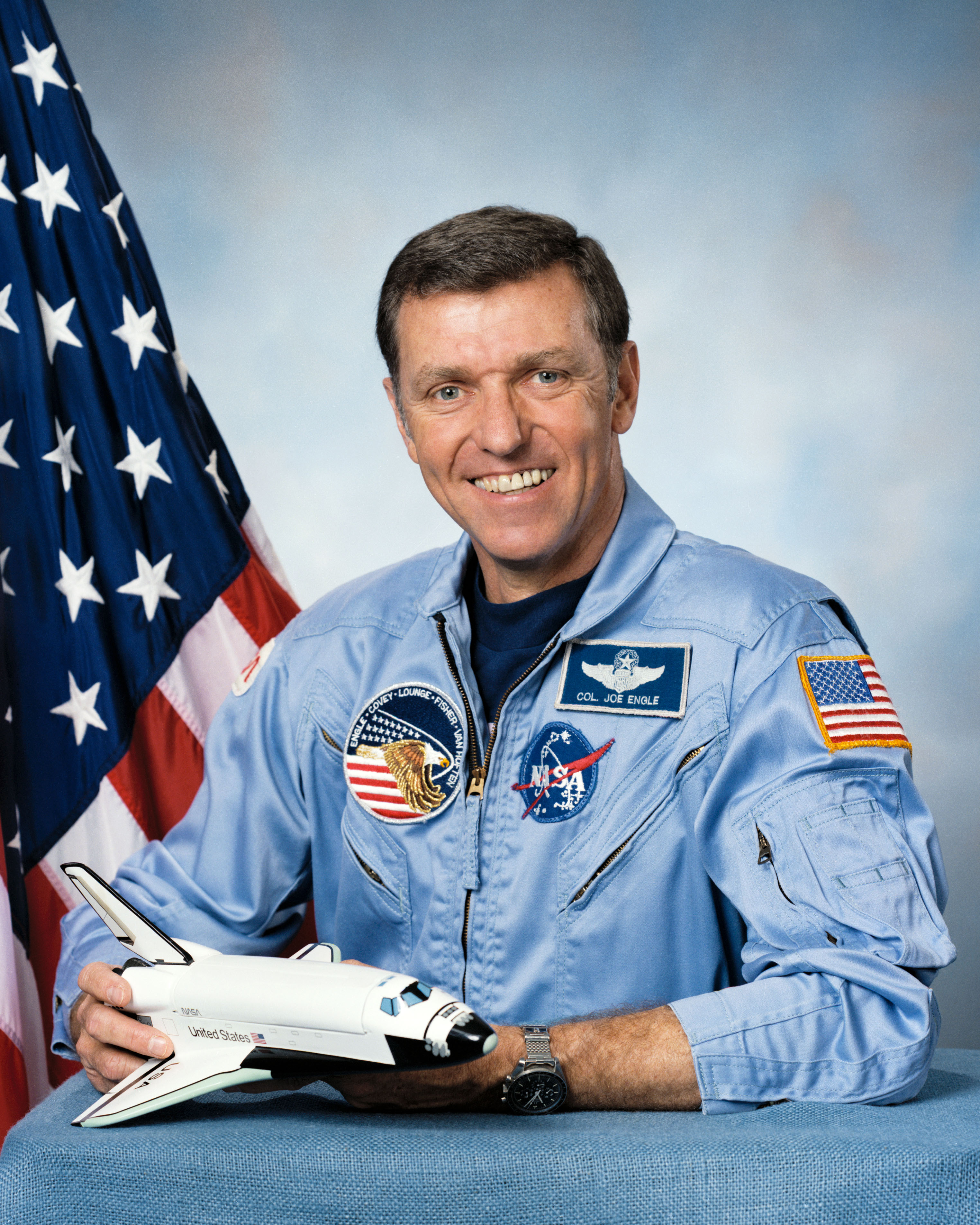
Joe Engle

## Elenco degli astronauti
- Vance D. Brand

Programma test Apollo-Sojuz, Pilota del modulo di comando
STS-5, Comandante
STS-41-B, Comandante
STS-35, Comandante
- John Bull

- Gerald Carr

Skylab 4, Comandante
- Charles M. Duke, Jr

Apollo 16, Pilota del modulo lunare
- Joseph H. Engle

ALT, Comandante
STS-2, Comandante
STS-51-I, Comandante
- Ronald E. Evans, Jr

Apollo 17, Pilota del modulo di comando
- Edward G. Givens, Jr

- Fred W. Haise, Jr

Apollo 13, Pilota del modulo lunare
ALT, Comandante
- James B. Irwin

Apollo 15, Pilota del modulo lunare
- Don L. Lind

STS-51-B, Specialista di missione
- Jack R. Lousma

Skylab 3, Pilota
STS-3, Comandante
- Thomas K. Mattingly, II

Apollo 16, Pilota del modulo di comando
STS-4, Comandante
STS-51-C, Comandante
- Bruce McCandless II

STS-41-B, Specialista di missione
STS-31, Specialista di missione
- Edgar D. Mitchell

Apollo 14, Pilota del modulo lunare
- William R. Pogue

Skylab 4, Pilota
- Stuart A. Roosa

Apollo 14, Pilota del modulo di comando
- John L. Swigert, Jr

Apollo 13, Pilota del modulo di comando
- Paul J. Weitz

Skylab 2, Pilota
STS-6, Comandante
- Alfred M. Worden

Apollo 15, Pilota del modulo di comando

## Cronologia

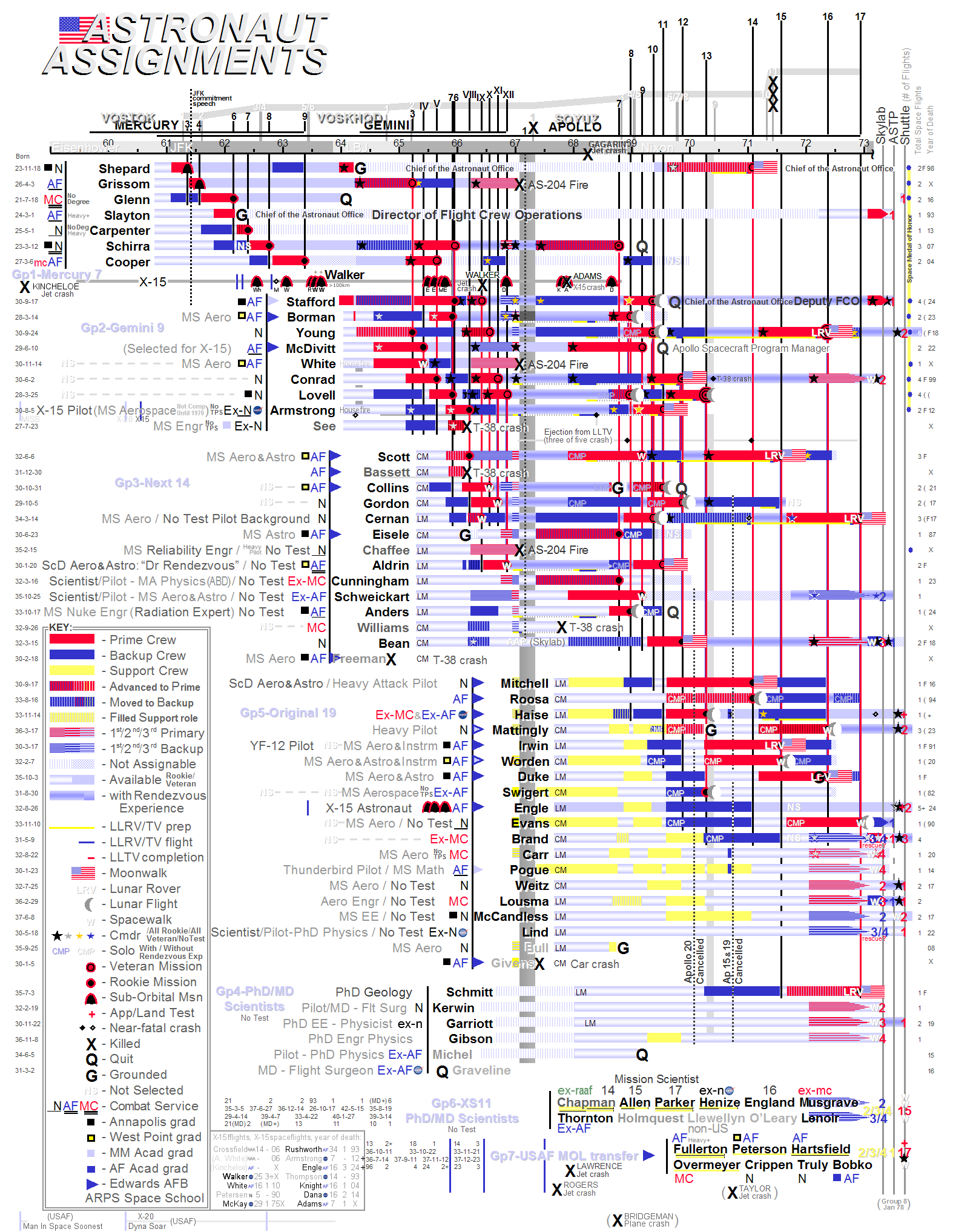
Il grafico visualizza l'assegnazione degli astronauti alle varie missioni